# Wolves at the Gate
Wolves at the Gate ist eine christliche Metal- und Post-Hardcore-Band aus Ohio.

## Name
Die Bedeutung des Bandnamens ist in der Apostelgeschichte 20, 24-32 zu finden. In ihrem Lied We Are the Ones aus dem 2011 veröffentlichten Album We Are the Ones wird diese Bibelstelle vorgetragen. Sie enthält unter anderem, vor welchen Gefahren der Apostel Paulus von Tarsus die Gemeinde aufmerksam macht. Paulus von Tarsus befürchtet, dass nach seinem Verlassen der Gemeinde gefährliche Wölfe bei ihnen eindringen und unter der Herde wüten werden. In Interviews erklärt die Band, dass sie nicht die Wölfe am Tor seien, sondern diejenigen, die diesen Wölfen begegnen.

## Geschichte
Die Band wurde 2009 gegründet und unterzeichnete im September 2011 einen Vertrag mit dem christlichen Label Solid State Records. Mit Solid State Records haben Wolves at the Gate die EPs We Are the Ones (2011) und Back to School (2013) sowie die Alben Captors (2012) und VxV (2014) veröffentlicht.

## Stil
Die Band ist für den Wechsel zwischen Metalcore und cleanem Gesang bekannt. Dadurch gibt es eine Mischung aus Metalcore, der von Screams geprägt ist, und Alternative Rock, der hauptsächlich von Steve Cobucci ausgeht. Die Texte ihrer Lieder handeln von ihrem Glauben als Christen.

## Diskografie
Studioalben
- 2011: We Are the Ones (Solid State)
- 2012: Captors (Solid State)
- 2014: VxV (Solid State)
- 2015: Reprise (Solid State)
- 2016: Types & Shadows
- 2019: Eclipse
- 2022: Eulogies
- 2023: Lost in Translation
- 2025: Wasteland

EPs
- 2022: Lowborn

Musikvideos
- 2011: Oh the Depths
- 2012: Dead Man
- 2012: No Rival
- 2013: Slaves
- 2014: Dust to Dust
- 2019: Eclipse